# Fidelis Fernando
Fidelis Lionel Emmanuel Fernando (ur. 20 maja 1948 w Jaffna) – lankijski duchowny rzymskokatolicki, w latach 2017–2024 biskup Mannar.

## Życiorys
Święcenia kapłańskie przyjął 6 stycznia 1973 z rąk papieża Pawła VI i został inkardynowany do archidiecezji Kolombo. Po pięcioletnim stażu wikariuszowskim rozpoczął pracę w krajowym seminarium w Kandy (a w latach 1991-1998 był jego rektorem). Od 2001 pełnił funkcje wikariusza biskupiego.
28 listopada 2011 został mianowany biskupem pomocniczym Kolombo ze stolicą tytularną Horta. Sakry biskupiej udzielił mu 11 lutego 2012 kard. Malcolm Ranjith.
22 listopada 2017 otrzymał nominację na biskupa Mannar.
14 grudnia 2024 papież Franciszek przyjął jego rezygnację z pełnionego urzędu.